# Johannes Theodorus Smits van Oyen

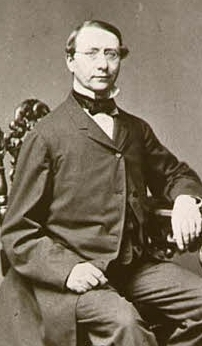
J.Th. Smits in 1868

Johannes Theodorus Smits (Eindhoven, 6 januari 1823 - Eindhoven, 20 september 1898) was een Nederlands politicus.
Hij werd geboren als zoon van de Eindhovense wethouder Josephus Smits en Aldegondis Margaretha Bruijnen, en als kleinzoon van de vroegere burgemeester Johannes Theodorus Smits.
Hij was een ondernemer en burgemeester van Eindhoven die bijna tien jaar Eerste Kamerlid was. Smits behoorde in de Kamer tot de zwijgende leden.
 Hij was Ridder in de Orde van de Nederlandse Leeuw. Johannes Smits trouwde in Raamsdonk op 12 mei 1857 met Johanna Hendrika Heere.
- Zijn zoon Josephus Theodorus Maria Smits volgde hem in 1885 op als burgemeester, nadat hij die functie 32 jaar had bekleed.
- Een andere zoon, Theodorus Gijsbertus Maria Smits, heer van Oyen, werd in 1909 in de adelstand verheven.